# Lockheed U-2
Pour les articles homonymes, voir U-2.
Le Lockheed U-2 est un avion de reconnaissance qui a été utilisé de manière intensive durant la guerre froide par les États-Unis, notamment pour observer les territoires soviétiques. Ayant été modernisé, il est toujours en service, son retrait étant programmé en 2026.

## Description
La caractéristique principale de l'U-2 est sa capacité à voler à haute altitude (70 000 pieds, soit environ 21 300 mètres, deux fois plus haut que les avions de ligne) pour être hors de portée des défenses anti-aériennes. Il dispose d'un important rayon d'action, mais d'une vitesse relativement limitée.
Techniquement, l'U-2 pourrait être considéré comme un « planeur propulsé » en raison du très grand allongement de ses ailes, qu'on retrouve sur les planeurs. Si des rumeurs courent sur une structure de l'aile en bois, Denis Jenkins, dans WarbirdTech, volume 16, mentionne une structure monocoque en aluminium pour le fuselage, trois longerons pour l'aile et un treillis en aluminium. De même, Bernard Millot, dans le Docavia 29 sur les avions Lockheed, évoque une construction entièrement métallique.
Le décollage et surtout l'atterrissage de cet avion sont délicats : en effet, le Lockheed U-2 dispose pour l'alléger de deux trains d'atterrissage en tandem (alors que les appareils disposent en général de deux trains principaux transversaux), complétés par des roulettes de stabilisation emboitées sous les ailes, appelées « balancines » ou « pogos ». Ces roulettes étant larguées au décollage, leur absence à l'atterrissage rend ce dernier plus difficile et impose que du personnel au sol intervienne à chaque atterrissage pour éviter le contact des ailes avec le sol lors de l'arrêt final, puis pour replacer les balancines et ramener l'avion. 
Le pilote était toujours guidé du sol par un autre pilote d'U-2 à bord d'une voiture rapide roulant sur la piste près de l'avion.
Comme celui du B-47, le domaine de vol à haute altitude de l'U-2 est étroit, l'écart entre la vitesse maximale (MMO) et la vitesse de décrochage (VS) n'étant que de 10 nœuds, soit moins de 19 km/h.
Cela est dû à ce que la vitesse du son (Mach 1) diminue avec l'altitude, vitesse qu'un avion comme l'U-2 ne peut se permettre d'approcher sous peine de graves dommages structurels, et aussi à ce que l'air à haute altitude est moins dense, ce qui diminue la portance des ailes et donc augmente la vitesse de décrochage. À 21 000 m, ces deux vitesses limites sont donc considérablement rapprochées, et les courbes de vitesse limite et de perte de portance finissent même par se recouper. Malgré l'aide du pilote automatique, cette faible différence nécessite une attention continuelle du pilote, pendant des vols pouvant durer jusqu'à neuf heures. Il fallait en général deux jours au pilote pour récupérer de l'effort.
Le rayon d'action de 3 000 kilomètres à l'origine est quasiment doublé depuis.
Kodak conçut un film spécial pour augmenter le nombre de prises de vues possible pendant un vol. Des objectifs réalisés par James Gilbert Baker (en), un astronome de l'observatoire de l'université Harvard qui avec Edwin H. Land a été un des conseillers en matière de reconnaissance photographique du gouvernement américain, permirent d'obtenir sur le film un pouvoir séparateur de 60 lignes au millimètre, à comparer aux 12 à 15 lignes au millimètre que donnaient les caméras à la fin de la Seconde Guerre mondiale.
Employé lors des premières missions avec une caméra panoramique spéciale de 200 kg, la Hycon-B construite par PerkinElmer, un seul appareil pouvait balayer une vaste zone avec une finesse alors sans précédent. La charge utile maximale des premières versions du U-2 n'excédait pas 250 kg. La caméra embarquait 3 650 mètres de film et couvrait une bande de 1 200 kilomètres de large, avec vue stéréoscopique de la bande centrale couvrant 240 kilomètres. Dans les années 1980, la focale utilisée par la caméra de l’U-2 passa à 182 cm. Au fil du temps, d'autres caméras provenant de diverses sociétés furent installées : en février 2020, on annonce que Lockheed-Martin, en collaboration avec Collins Aerospace, a terminé les essais et le déploiement d’une nouvelle version de sa caméra électro-optique SYERS-2C [Senior Year Electro-Optical Reconnaissance System] permettant de voir dans les bandes infrarouges à ondes courtes et moyennes.
Depuis les années 1980, il peut emporter un radar à synthèse d'ouverture ASARS-2 (en) développé par Hughes Aircraft. Des versions améliorées sont mises au point depuis par Raytheon, la dernière en service depuis 2019 étant le ASARS-2B.
En 2020, le contrat Avionics Tech Refresh de l’US Air Force est signé avec les Skunk Works de Lockheed Martin pour faire évoluer l'U-2. La valeur du contrat est évaluée à 50 millions de dollars. Le programme est mené par Irene Helley, directrice du programme U-2 chez Lockheed Martin. En février 2020, les essais en vol du système de reconnaissance électro-optique sont achevés. Ce sont des caméras SYERS-2C (en) fabriquées par Collins Aerospace qui équipent la totalité de la flotte des U-2S. Le programme s'inscrit dans la mission ISR (Intelligence, Surveillance and Reconnaissance) à très haute altitude de l'U-2S et comprend la mise à jour de la suite avionique et du PFD (Primary Flight Display).

## Histoire
Le programme a été lancé directement par le président des États-Unis Dwight David Eisenhower. Constatant l'insuffisance du matériel de reconnaissance disponible aux États-Unis au début de son mandat, il prit l'initiative d'inviter le directeur de la CIA, Allen Dulles, à signer un contrat avec Lockheed pour la construction de l'U-2 en 1955.
Cet avion a été conçu par les Skunk Works, une équipe de vingt trois personnes dirigée par Clarence Johnson sous le nom de projet Aquatone.
Les premiers essais ont été effectués dans la zone 51 à partir de juillet 1955.
Le premier objectif était de repérer et de photographier les sites de bombardiers stratégiques et de missiles stratégiques intercontinentaux de l'URSS dans le cadre des programmes de reconnaissance aérienne de l'Office of Special Activities de la Direction de la science et technologie de la CIA et les premiers vols d'espionnage du Lockheed U-2 eurent lieu en 1956. Le 4 juillet 1956, le pilote Hervey Stockman amena l'U-2 au-dessus de Minsk, pour une première mission au-dessus de l'URSS : repéré par les radars soviétiques, il fut pris en chasse et attaqué par des MiG qui, plafonnant à 15 000 m, ne purent l'inquiéter.
L'appareil devient célèbre dans le monde entier le 1er mai 1960 lorsqu'un Lockheed U-2 fut abattu au-dessus de l'URSS, causant, en pleine guerre froide, une tension extrême entre les Américains et les Soviétiques. Son pilote, Francis Gary Powers, fut condamné à dix années de prison puis échangé contre un espion soviétique prisonnier des Américains.
Le Lockheed U-2 se trouve sur le devant de la scène en 1962, lors de la crise des missiles de Cuba, car c'est grâce aux 928 clichés pris par l'un de ces appareils le 14 octobre 1962 durant un survol de six minutes qu'est apportée à l'ONU la preuve de la présence de rampes de lancement de missiles dans l'île de Cuba.
En août 1963, des essais sont entrepris pour utiliser cet avion spécialisé à partir d’un porte-avions de la Navy ; le USS Kitty Hawk (CV-63) sert de banc d'essai. Si ses ailes immenses lui permettent de décoller facilement sans catapulte, l’appontage est plus complexe. Les pilotes y parviennent à partir du 5 mars 1964. Le Modèle:De USS voit le seul emploi opérationnel d'un U-2 depuis un navire (dans le cadre du projet Whale Tale). Il consiste à espionner l'avancement des essais nucléaires français à Moruroa avec un appareil dénommé U-2G équipé d’une nouvelle caméra à haute résolution 112B (30 à 36 cm). Un premier vol a lieu le 19 mai 1964 puis un deuxième le 22 mai dans le cadre de l'opération Fish Hawk.
Des avions d'espionnage U2 survolent également le territoire métropolitain au milieu des années 60 pour photographier les sites nucléaires français. Ces survols étaient connus des autorités françaises (repérage au radar) et démenties par les autorités américaines. En utilisant un Mirage IIIE équipé d'une puissante fusée d'appoint SEPR, il est possible, dans des conditions limites et moyennant une bonne concertation entre les radaristes au sol et le pilote de l'intercepteur, d'atteindre l'altitude de croisière des U2 et de les photographier (à l'aide d'un simple appareil photo du commerce manié par le pilote du Mirage). Une fois ces clichés pris, les autorités américaines cessèrent ce genre de missions, difficilement défendables diplomatiquement et par ailleurs dangereuses pour la fragile structure de l'U2, avant de les reprendre plus tard avec une autre génération d'avions-espions, les véloces "Blackbird" SR71 également produits par Lockheed
La CIA ne l'utilise plus depuis 1974 et a transféré ses exemplaires à l'USAF.
En 1981, les États-Unis mettent en service le TR-1, dérivé tactique plus grand, plus moderne et mieux équipé en électronique que le Lockheed U-2. Les derniers U-2 sont construits en 1989. En 1992, tous les U-2 et TR-1 reprennent la dénomination commune d'U-2 (ou TU-2 pour les biplaces). En raison de sa vulnérabilité, son rôle diminue au profit du SR-71 beaucoup plus rapide et, surtout, des satellites espions, plus discrets bien qu'ils soient beaucoup plus chers et moins souples à utiliser. Un satellite, utilisant des capteurs optiques, électroniques ou un radar, accomplit sa mission depuis l'espace, où il n'y a pas de souveraineté nationale, contrairement à l'espace aérien du pays survolé.
Il devait être remplacé par le drone Northrop Grumman RQ-4 Global Hawk dans les années 2010 ; ses qualités font qu'il est maintenu en service jusqu'en 2025 minimum.
Le 31 juillet 2025, un U-2 réalise un record d'endurance, en parcourant plus de six milles nautiques, durant quatorze heures, au-dessus de quarante-huit états américains.

## Utilisateurs
Sur le plan administratif, la base aérienne de rattachement des U-2 était Beale Air Force Base depuis 1976. Certains de ces avions sont basés à l'étranger,. Notamment à :
- Osan Air Base en Corée du Sud ;
- RAF Alconbury et Fairford au Royaume-Uni ;
- Taëf en Arabie saoudite à la suite de la guerre du Golfe (1990-1991) ;
- base aérienne 125 Istres-Le Tubé en France (de décembre 1995 à 1999, un détachement de trois appareils du 9th reconnaissance squadron de Beale AFB, précédemment déployés au Royaume-Uni, pour les rapprocher de l'ex-Yougoslavie)[18] ;
- base aérienne de Charbatia (en), près de Cuttack en Inde, de fin mai 1964 jusqu'en juillet 1967[19].

Quelques exemplaires ont été cédés à Taïwan, en plus des exemplaires utilisés par les Américains depuis ce pays. Au moins cinq avions ont été abattus lors de missions d'espionnage au-dessus de la république populaire de Chine et six autres furent perdus à l'entraînement entre 1959 et 1974 sur les dix-neuf mis en œuvre par le Black Cat Squadron depuis la Taoyuan Air Base.

## Versions

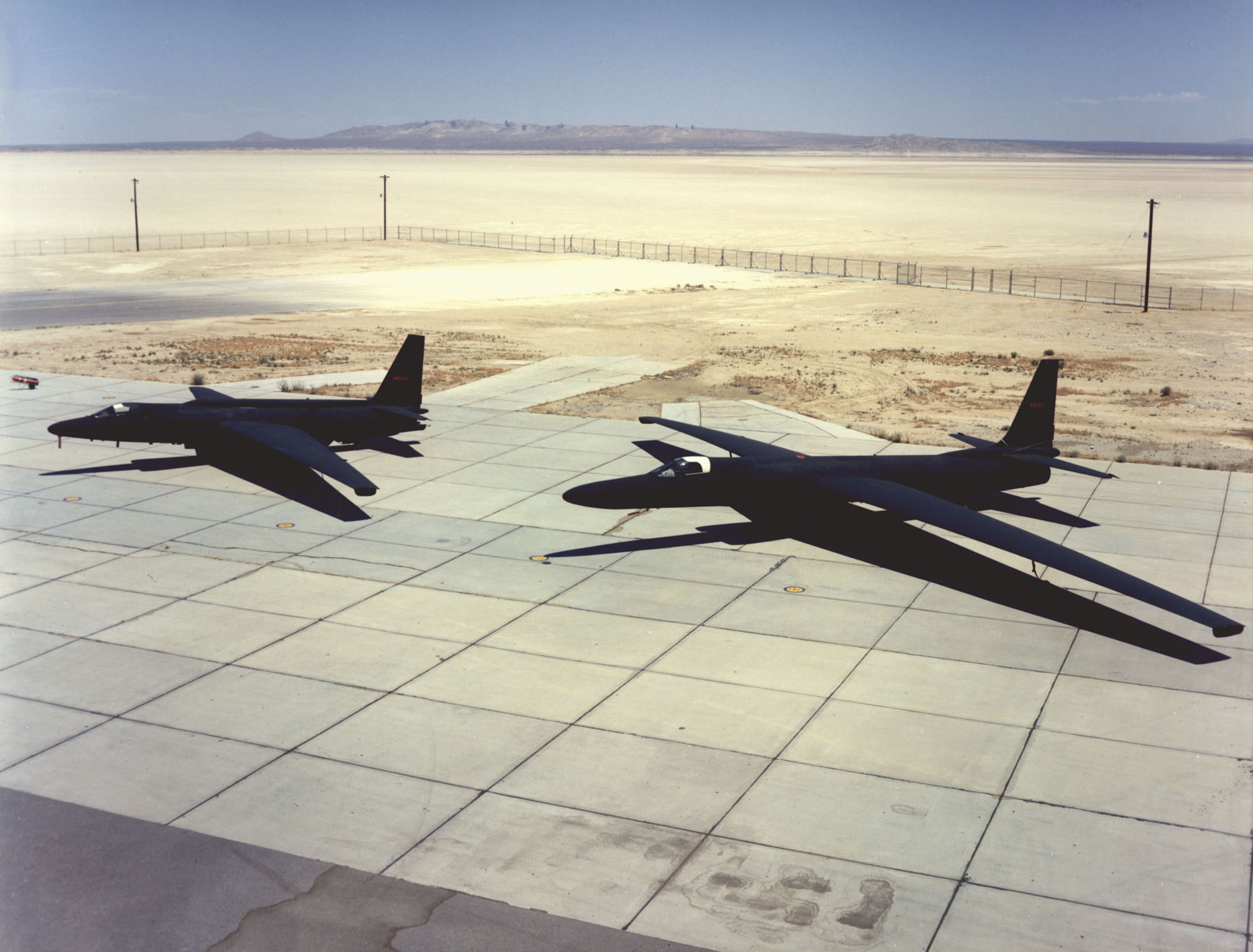
Un U-2 de première génération (à gauche) et un U-2R

- U-2A : version de base[20], entrée en service en août 1955 (coût en 1955 : 35 M$)
- U-2B : biplace d'entrainement[21],[22]
- U-2C : version plus puissante[21] (version pilotée par Francis Gary Powers)[23]
- U-2D : U-2C biplace[21]
- U-2E : U-2A avec possibilité de ravitaillement[21],[24]
- U-2EPX : U-2R version proposée par l'US NAVY[21]
- U-2F : U-2C avec possibilité de ravitaillement[21]
- U-2G : U-2A possibilité de décoller sur un porte-avions[21],[25]
- U-2R : version agrandie, emportant plus de carburant, et avec des conteneurs de senseurs sous les ailes, entrée en service en 1967[26]
- TR-1A[21] : avionique modernisée[27]
- TR-1B : TR-1A biplace, appelée TU-R2 à partir de 1992[21].
- TU-2R : U-2R version biplace d'entrainement[21]
- TU-2S : U-2S version biplace d'entrainement[21],[28]
- U-2S Senior Year : U-2R remotorisé avec un réacteur General Electric F118, entrée en service en octobre 1994[29], version utilisée aujourd'hui[30].
- ER-2 : modification pour la NASA[21],[31]. La NASA en utiliserait 2 comme laboratoires volants pour la science environnementale, l'échantillonnage d'atmosphère et la vérification de fonctionnement des satellites[32].
- Autres variantes : voir l'article en anglais (en).

Inventaire en janvier 2020 : en utilisation active : 30 U-2S Senior Year dont quatre biplaces TU-2S d'entraînement dans l'USAF,, et deux utilisés par la NASA ; réserve, 0[réf. nécessaire]

## Dans la culture populaire
- Le film Le Pont des espions raconte la capture d'un pilote de U-2 par l'URSS pendant la guerre froide.
- Le nom du groupe de rock irlandais U2 viendrait de l'incident de l'U-2, survenu neuf jours avant la naissance du chanteur Bono[34].